# Зизифус настоящий
Зизи́фус настоя́щий (лат. Zízíphus jujúba), или Уна́би обыкновенная, или Юю́ба китайская, или Кита́йский фи́ник — растение; вид рода Зизифус семейства Крушиновые (Rhamnaceae).

## Этимология
Название происходит от греческого ziziphon, восходящего к персидскому слову zizafun — народному названию любого съедобного плода; jujuba — латинизированное французское «jujube» — название плода унаби.
Синонимы русского названия: китайский финик, «французская грудная ягода».

## Ботаническое описание

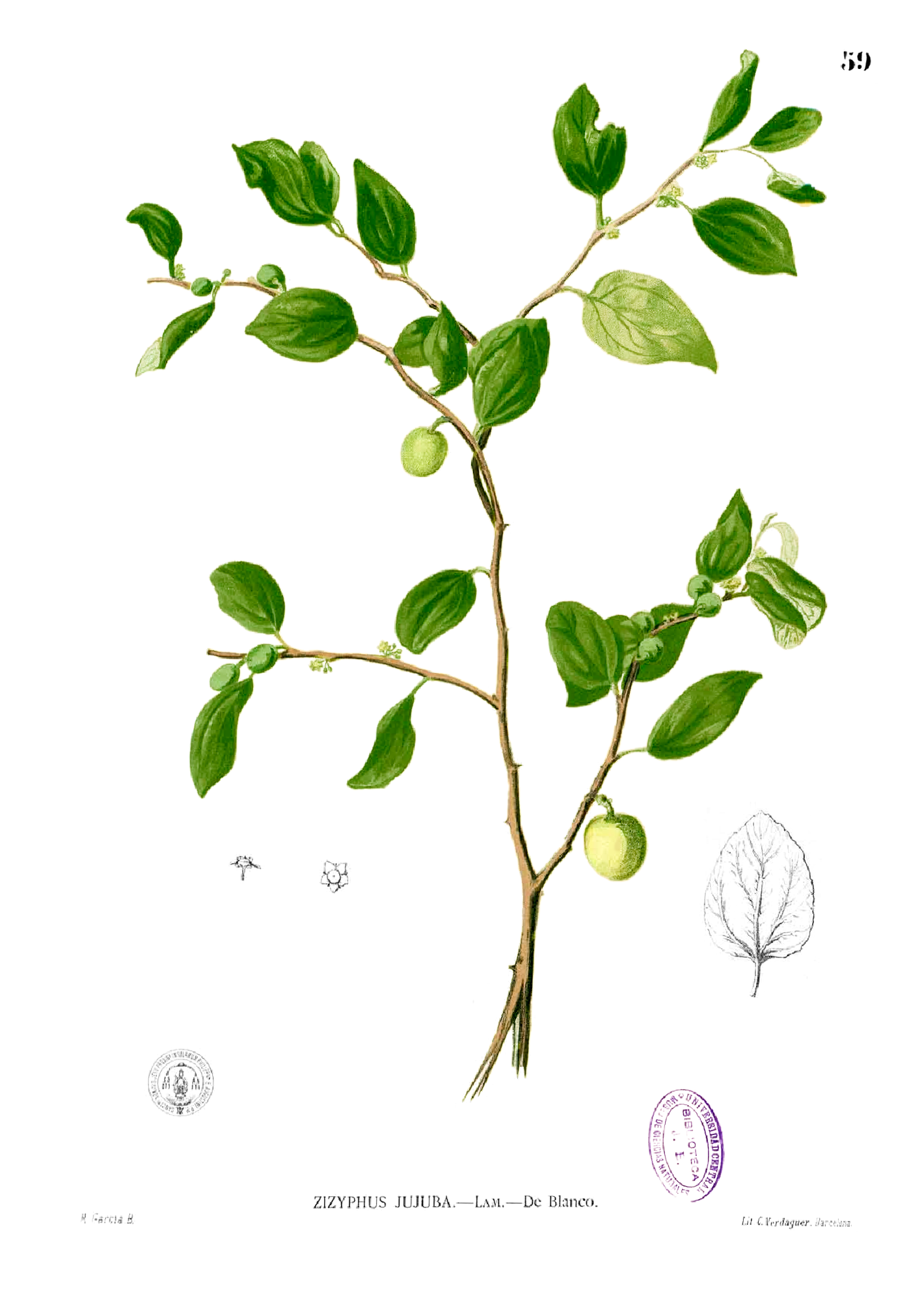

Колючий листопадный кустарник или небольшое дерево 5—10 м высотой с толстой корой. Шипы (видоизменённые прилистники) парные.
Листья простые, эллиптические, короткочерешковые, цельнокрайные.
Цветки мелкие, зеленовато-белые, период цветения и плодоношения июнь — октябрь.
Плоды — небольшие круглые или яйцевидные, мясистые, гладкие; вначале имеют бледно-жёлтый цвет, затем красно-коричневый. Это сочные костянки с очень сладкой, вкусной и питательной мякотью.

## Распространение и экология
Растение окультурено в древности и широко распространено в странах Южной и Восточной Азии, на юге Европы (Средиземноморье), в Японии, Австралии. Культивируется на Кавказе и в Средней Азии. Растёт на солнечных сухих склонах гор и холмов. Известно около 400 сортов.
Засухо- и морозоустойчивая, мало требовательная к почвам культура. Размножается главным образом корневой порослью. Во время цветения чувствуется тонкий, но сильный медовый аромат. Пчёлы работают на нём очень хорошо.

## Химический состав

#### Плоды
богаты аскорбиновой кислотой, белками, сахарами, кислотами. Плод Zizyphus mauritiana содержат витамины (витамин A, витамин B, витамин C, β-каротин), аминокислоты, микроэлементы, жиры, органические кислоты (малоновая, винная и др.), стеролы, кумарины, флавоноиды (кемпферол, мирицетин и др.), тритерпены и тритерпеновые гликозиды (олеаноловая кислота, урсоловая кислота, бетулин, бетулиновая кислота, сапонины зизифуса: 1, 2, 3; ююбозид В), изохинолиновые алкалоиды (стефарин, азимилобан).

#### Семена
- ююбозид А
- ююбозид B
- агликон ююбозида — ююбогенин
- спинозид;
- сахара (глюкоза, арабиноза, рамноза, ксилоза и др.)

#### Листья и их действие навкусовые рецепторы

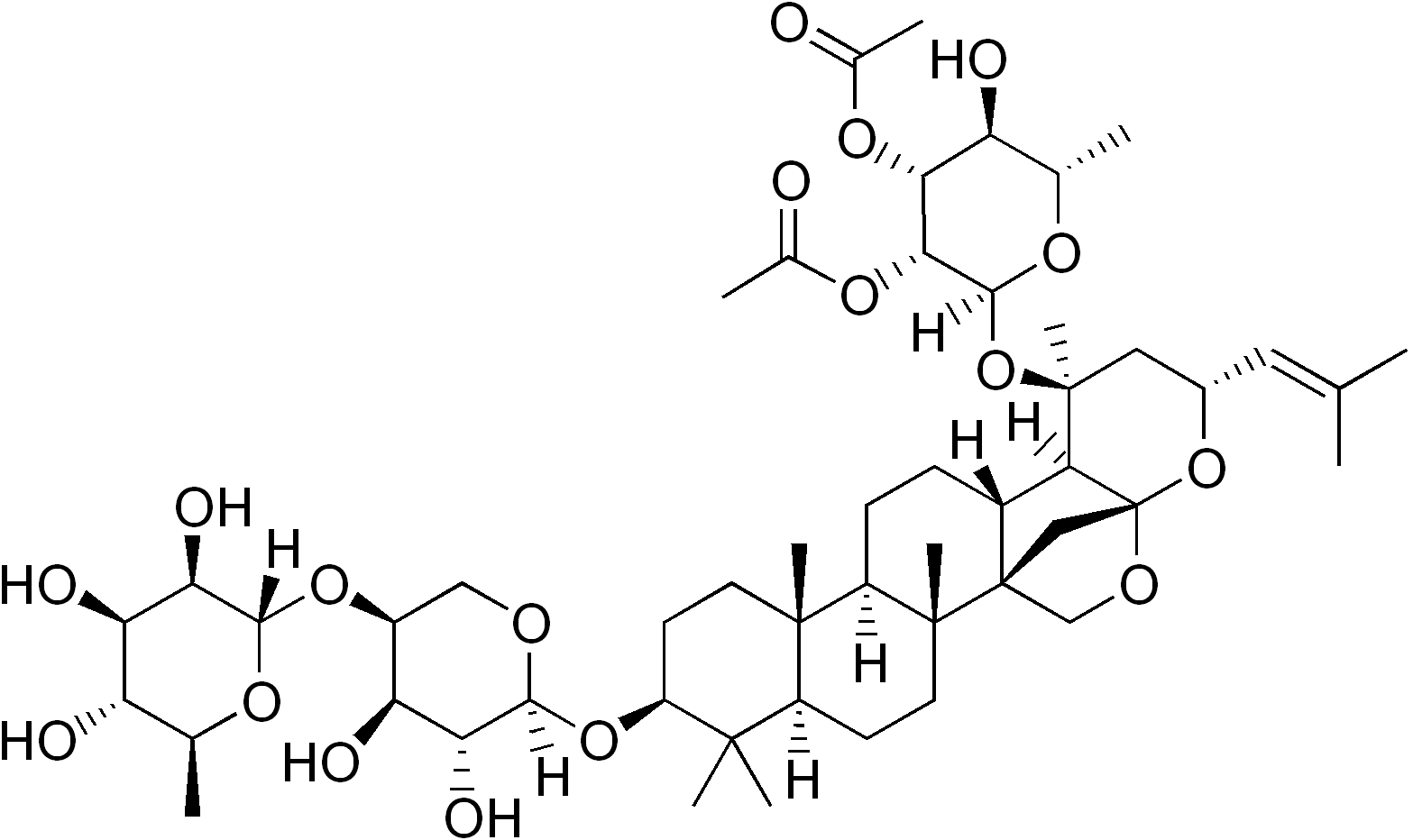
Формула молекулы зизифина (пептидный алкалоид)

Листья содержат вещества модифицирующие вкус (зизифины, гимнемовые кислоты), при жевании временно парализующее восприятие сладкого и горького вкуса, в результате на некоторое время теряется способность ощущать сладкий, острый и горький вкус. Сахар, пробуемый после этого на вкус, воспринимается как безвкусный. Однако способность ощущать солёное, кислое и боль полностью сохраняются. Данное свойство листьев использовалось ранее при назначении некоторых горьких лекарственных средств, в частности хинина, при лечении малярии.

#### Кора
- дубильные вещества
- рутин
- сапонины

|                                                                          |  |  |  |  |
| Листья, кора, цветки, плодоносящая ветка, зрелые плоды (в разрезе, семя) |  |  |  |  |

## Значение и применение

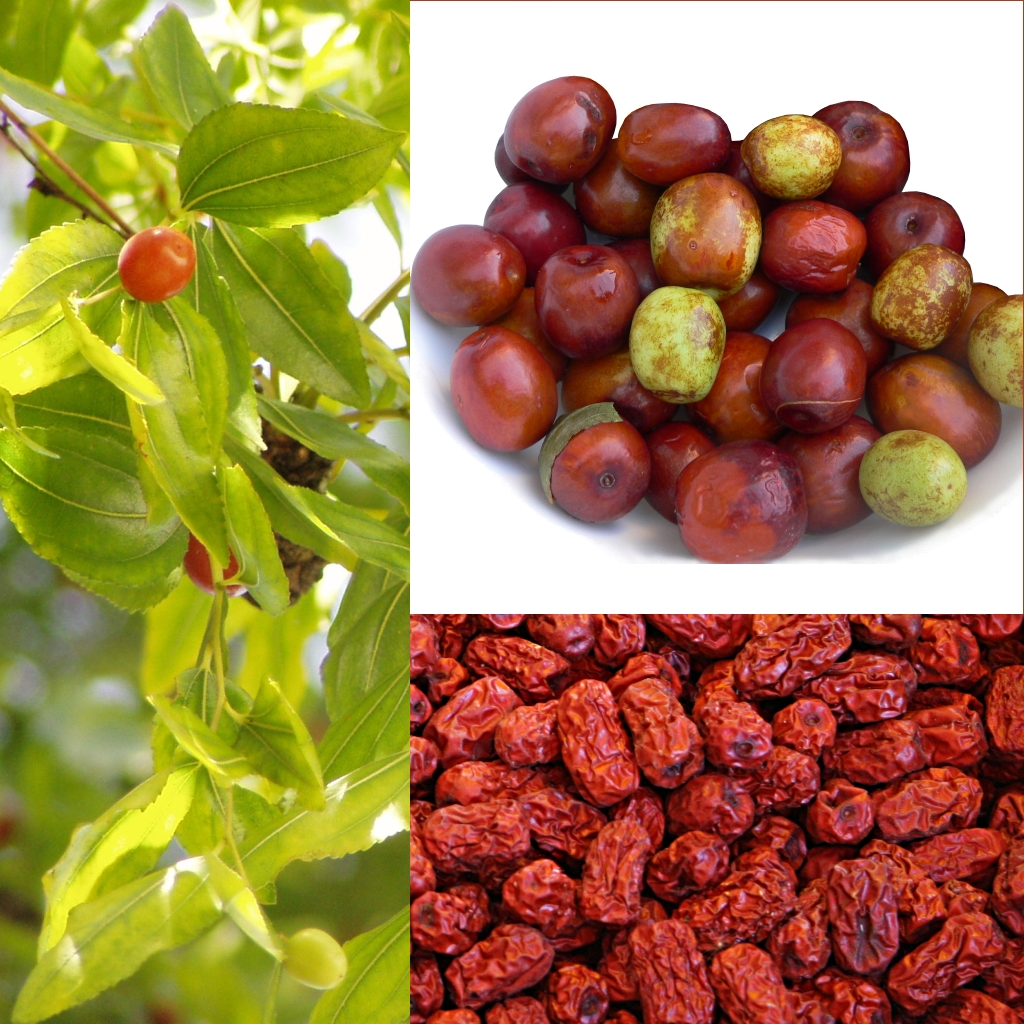
Ветка с плодами, зрелые свежие и сушёные плоды

Зизифус настоящий является лекарственным и пищевым растением.
Медонос. Цветущий с первой половины июня до второй декады августа выделяет нектар. С 1 га сплошного произрастания можно получить от 160 до 180 кг нектара (200—230 кг мёда). В начале цветения 100 цветков выделяют 0,03—0,04 мл нектара (48—54 % сахара), в середине 0,05—0,06 мл (54—56 %), в конце цветения 0,03—0,04 мл нектара (58 % сахара). На 1 гектара насчитывается до 642806 млн цветков.
Плоды культурных сортов очень разнообразны по форме, окраске, содержанию сахара, вкусовым особенностям. Используется в пищу в свежем и сухом виде.
В качестве лекарственного сырья используются все части растения: плоды, семена, листья, кора, корни. Применяют также в китайской народной медицине. Они обладают успокаивающим, гипотензивным, тонизирующим, мочегонным действием, семена оказывают седативное действие, тонизируют пищеварение, кора корней применяется при поносах. В то же время экстракт плодов зизифуса, как показало контролируемое клиническое исследование, может быть полезен при хроническом запоре. Другое клиническое наблюдение показало эффективность зизифуса при желтухе новорождённых.
Установлено, что зизифус способен предупреждать вызванный этанолом окислительный стресс структур гиппокампа.
Используется для производства биологически активных добавок.

## Таксономия
Ziziphus jujuba Mill., The Gardeners Dictionary: eighth edition Ziziphus no. 1. 1768.

### Синонимы
- Paliurus mairei H. Lév.
- Rhamnus jujuba L.
- Rhamnus soporifera Lour.
- Rhamnus zizyphus L.
- Ziziphus jujuba var. jujuba
- Ziziphus mauritiana Lam.
- Ziziphus mauritiana var. deserticola A.Chev.
- Ziziphus mauritiana var. muratiana (Maire) A.Chev.
- Ziziphus mauritiana subsp. orthacantha (DC.) A.Chev.
- Ziziphus mauritiana var. orthacantha (DC.) A.Chev.
- Ziziphus muratiana Maire
- Ziziphus nitida Roxb.
- Ziziphus orthacantha DC.
- Ziziphus poiretii G.Don nom. illeg.
- Ziziphus rotundata DC.
- Ziziphus sativa Gaertn.
- Ziziphus sinensis Lam.
- Ziziphus soporifera (Lour.) Stokes
- Ziziphus tomentosa Poir.
- Ziziphus trinervia Roth nom. illeg.
- Ziziphus vulgaris Lam.
- Ziziphus zizyphus (L.) H.Karst.